# 小林沙弥
小林沙弥（こばやし さや、1987年12月23日 - ）は、劇団東俳に所属していた埼玉県出身の女優。

## 主な作品

### テレビ番組
- 火曜サスペンス劇場（1999年 - 2004年、日本テレビ）
- 神様のいたずら（2000年、フジテレビ）
- 天才てれびくんワイド「ザ・ドリームサーフィン」（2000年、NHK教育テレビ）
- やんパパ（2002年、TBS）
- サトラレ（2002年、テレビ朝日）
- 『ぷっ』すま（2005年、テレビ朝日）
- HAPPY!HAPPY!（BS日テレ）

### CM
- 大正製薬・パブロン（2000年 - 2001年） - 竹下景子の娘役として出演

- 大東建託

### 写真集
- サイン入り写真集「あったかいね!」
- 「あったかいね!〜少女人形シリーズ」